# 濱刀豆

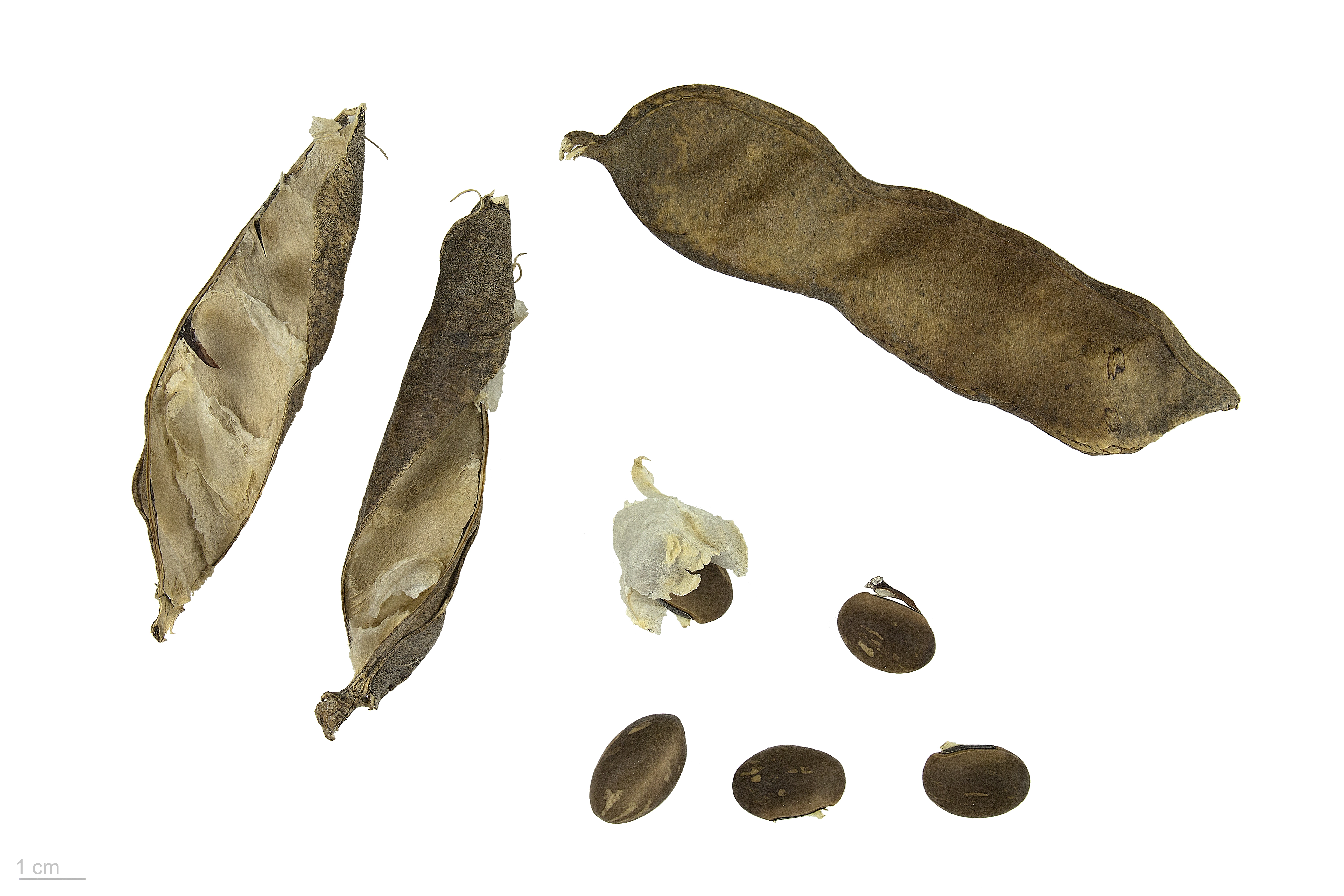
Canavalia rosea

濱刀豆或海刀豆（学名：Canavalia rosea）为豆科刀豆屬下的一个种。
刀狀莢果。花為紫紅色，花形為蝶形。葉子互生，複葉。匍匐的莖蔓生於地面。有防風定砂的用途。

## 扩展阅读
- 維基物種上的相關：濱刀豆

1. ↑  君 影(2004)：台灣海岸植物。台北縣：人人出版有限公司。